# إبراهيم بن هرمة
إبراهيم بن هرمة واسمه الكامل إبراهيم بن علي بن سلمة بن عامر بن هرمة الكناني القرشي ويُكْنَى بأبي إسحاق، هو شاعر غزلٍ من سكان المدينة. كان من مخضرمي الدولتين الأموية والعباسية. رحل إلى دمشق ومدح الوليد بن يزيد الأموي، فأجازه، ثم وفد على المنصور العباسي في وفد أهل المدينة، فتجهم له، ثم أكرمه. وانقطع إلى الطالبيين وله شعر فيهم. وهو آخر الشعراء الذين يحتج بشعرهم. قال الأصمعي: ختم الشعر بابن هرمة. وكان مولعاً بالشراب جلده صاحب شرطة المدينة. ولأبي بكر محمد بن يحيى الصولي كتاب (أخبار ابن هرمة).
ولد عام 80هـ وتوفي عام 176 هـ،[بحاجة لمصدر] وهو من شعراء العصر العباسي، له 280 قصيدة.

## نسبه
هو ابراهيم بن علي بن سلمة بن عامر بن هرمة بن هذيل بن ربيع بن صبيح بن كنانة بن عدي بن قيس بن الحارث بن فهر بن مالك بن النضر بن كنانة بن خزيمة بن مدركة بن الياس بن مضر بن نزار بن معد بن عدنان . ويقال ان هرمة في سلسلة نسبه أصله من قبيلة هذيل ودخلوا حلفا في قريش والله أعلم 

## وصلات خارجية
- بوابة الشعراء : ديوان إبراهيم بن هرمة
- أدب عربي -إبراهيم بن هرمة